# Agave chazaroi
Agave chazaroi là một loài thực vật có hoa trong họ Măng tây. Loài này được A.Vázquez & O.M.Valencia mô tả khoa học đầu tiên năm 2007.